# 大師河原
大師河原（だいしがわら）は、神奈川県川崎市川崎区の地名。現行行政地名は大師河原1丁目から大師河原2丁目。住居表示実施済み区域。

## 地理
川崎区の北部に位置し、東に殿町、南東に江川・田町・出来野、南西に東門前、西に中瀬、川を挟んで北に東京都大田区本羽田と接している。

### 河川
- 多摩川

## 歴史

### 沿革
- 1924年（大正13年） - 川崎町、大師町、御幸村が合併し川崎市となり、大字として大師河原が設置される。
- 1934年（昭和9年）7月 - 耕地整理に伴い、大師河原の一部から藤崎町1～3丁目、観音町1～2丁目を新設する。
- 1936年（昭和11年）3月 - 耕地整理に伴い、大師河原の一部から大師西町、東門前1～3丁目、台町、昭和町1～2丁目、日ノ出町、塩浜町を新設する。
- 1965年（昭和40年）7月 - 土地区画整理事業に伴い、大師河原の一部から藤崎3丁目、藤崎4丁目を新設する。
- 1965年（昭和40年）10月 - 土地区画整理事業及び住居表示の実施に伴い、大師河原の一部から田町3丁目、江川1丁目、江川2丁目、殿町3丁目を新設する。
- 1966年（昭和41年）3月 - 住居表示の実施に伴い、塩浜町と大師河原の一部から塩浜1丁目、塩浜2丁目を新設する。
- 1967年（昭和42年）10月 - 住居表示の実施に伴い、大師河原の一部から塩浜3丁目、塩浜4丁目、夜光1～3丁目を新設する。
- 1969年（昭和44年）3月 - 住居表示の実施に伴い、大師河原の一部から田町1丁目、田町2丁目、殿町1丁目、殿町2丁目、小島町を新設する。
- 1972年（昭和47年）4月1日 - 川崎市が政令指定都市の制定に伴い、川崎区が新設。川崎市川崎区大師河原となる。
- 1974年（昭和49年）10月1日 - 住居表示の実施に伴い、大師河原を廃止し、出来野、大師河原1丁目、大師河原2丁目を新設[5][6]。

## 世帯数と人口
2025年（令和7年）6月30日現在（川崎市発表）の世帯数と人口は以下の通りである。
| 丁目          | 世帯数    | 人口    |
| ------------- | --------- | ------- |
| 大師河原1丁目 | 498世帯   | 1,014人 |
| 大師河原2丁目 | 964世帯   | 2,354人 |
| 計            | 1,462世帯 | 3,368人 |

### 人口の変遷
国勢調査による人口の推移。
| 年                 | 人口  |
| ------------------ | ----- |
| 1995年（平成7年）  | 1,091 |
| 2000年（平成12年） | 952   |
| 2005年（平成17年） | 1,263 |
| 2010年（平成22年） | 2,277 |
| 2015年（平成27年） | 1,782 |
| 2020年（令和2年）  | 3,312 |

### 世帯数の変遷
国勢調査による世帯数の推移。
| 年                 | 世帯数 |
| ------------------ | ------ |
| 1995年（平成7年）  | 459    |
| 2000年（平成12年） | 472    |
| 2005年（平成17年） | 599    |
| 2010年（平成22年） | 1,021  |
| 2015年（平成27年） | 775    |
| 2020年（令和2年）  | 1,353  |

## 学区
市立小・中学校に通う場合、学区は以下の通りとなる（2025年1月時点）。
| 丁目          | 番・番地等         | 小学校               | 中学校             |
| ------------- | ------------------ | -------------------- | ------------------ |
| 大師河原1丁目 | 全域               | 川崎市立東門前小学校 | 川崎市立大師中学校 |
| 大師河原2丁目 | 1番 2番14号 3～5番 | 川崎市立東門前小学校 | 川崎市立大師中学校 |
| 大師河原2丁目 | 2番2号             | 川崎市立大師小学校   | 川崎市立大師中学校 |

## 事業所
2021年（令和3年）現在の経済センサス調査による事業所数と従業員数は以下の通りである。
| 丁目          | 事業所数 | 従業員数 |
| ------------- | -------- | -------- |
| 大師河原1丁目 | 14事業所 | 284人    |
| 大師河原2丁目 | 15事業所 | 162人    |
| 計            | 29事業所 | 446人    |

### 事業者数の変遷
経済センサスによる事業所数の推移。
| 年                 | 事業者数 |
| ------------------ | -------- |
| 2016年（平成28年） | 21       |
| 2021年（令和3年）  | 29       |

### 従業員数の変遷
経済センサスによる従業員数の推移。
| 年                 | 従業員数 |
| ------------------ | -------- |
| 2016年（平成28年） | 323      |
| 2021年（令和3年）  | 446      |

## 交通

### 鉄道
- 京浜急行電鉄大師線
  - 大師橋駅

### 道路
- 首都高速神奈川1号横羽線・首都高速神奈川6号川崎線
  - 大師出入口
- 国道409号

## 施設
- 川崎市立大師中学校
- 川崎臨港警察署 出来野交番
- 川崎大師海岸郵便局[17]

## その他

### 日本郵便
- 郵便番号 : 210-0811[3]（集配局 : 川崎港郵便局[18]）

### 警察
町内の警察の管轄区域は以下の通りである。
| 丁目          | 番・番地等 | 警察署         | 交番・駐在所 |
| ------------- | ---------- | -------------- | ------------ |
| 大師河原1丁目 | 全域       | 川崎臨港警察署 | 出来野交番   |
| 大師河原2丁目 | 全域       | 川崎臨港警察署 | 出来野交番   |